# Timo Seppänen
Timo Seppänen, född 22 juli 1987 i Helsingfors, är en finländsk professionell ishockeyspelare som spelar för TPS i FM-ligan.
Seppänen valdes i NHL-draften 2006 av Pittsburgh Penguins som 185:e spelare totalt.

## Klubbar
- Kurra (Moderklubb)
- HIFK 2002–2008
- KalPa 2008–2010
- Södertälje SK 2010–11
- HC TPS 2011–